# Красногеройская улица (Ижевск)
Красногеро́йская улица — улица в Октябрьском и Индустриальном районах города Ижевска. Проходит в центре города в широтном направлении от улицы Карла Маркса до реки Карлутка. Нумерация домов ведётся с запада на восток, от улицы Карла Маркса.

## История
В дореволюционный период истории Ижевска улица была известна в народе под именем Коньшин переулок (или Коньшин проулок) — по фамилии мастерового Коньшина, дом которого стоял в начале переулка у Базарной улицы. При этом у переулка было и официальное название — Верхне-Михайловский проспект (в честь великого князя Михаила Павловича).
В конце 1918 года на расположенной поблизости Красной горке были захоронены несколько десятков коммунистов и героев революции, погибших при взятии Ижевска. В связи с этим, 13 декабря 1918 года проходящий здесь проулок был переименован Ревграждансоветом Ижевска в Красногеройский переулок. А ещё 34 года спустя, 15 декабря 1952 года, по решению исполкома горсовета переулок был повышен в статусе до улицы, обретя таким образом своё нынешнее имя.
К 1939 году на Красногеройском переулке было выстроено массивное по тем временам 4-этажное здание для размещения в нём педагогического института. Сегодня это здание является 2-м учебным корпусом главного вуза республики — Удмуртского университета (УдГУ).
Тогда же, в 1930-е годы, в период развернувшегося в Ижевске широкого школьного строительства в переулке были построены две новые просторные школы — 22-я и 30-я. В здании школы № 22 позднее разместился медицинский колледж.
В первой половине XX века переулок всё ещё оставался в значительной степени деревянным: каменных зданий здесь было немного. Лишь во второй половине XX столетия, после преобразования в улицу, Красногеройская стала постепенно обретать современный вид.
В 1996 году участок улицы вместе с расположенными рядом корпусами УдГУ был выделен в отдельную Университетскую улицу.

## Расположение и маршрут
Красногеройская улица целиком находится в Центральном жилом районе города. Начинается на улице Карла Маркса в районе Красной площади и следует от них на восток. Пересекает улицы Вадима Сивкова, Свободы, Пушкинскую, Коммунаров, Ломоносова, Удмуртскую и Университетскую площадь.
С чётной стороны примыкают Красноармейская улица, участок Революционной улицы и бульвар Гоголя.
С нечётной стороны примыкают улицы Кооперативная и Тельмана.

## Примечательные здания и сооружения
По нечётной стороне:
- № 21 — центр аналитического контроля вод МУП «Ижводоканал»
- № 25 — детский сад № 9
- № 35 — Ижевский естественно-гуманитарный лицей (школа № 30)
- № 63 — банк «ВТБ»
- № 73 — военный комиссариат Удмуртской Республики
- № 107 — отель «ДерябинЪ»
- № 109 — жилой комплекс «Капучино»

По чётной стороне:
- № 12 — Республиканский медицинский колледж имени Героя Советского Союза Ф. А. Пушиной
- № 14 — ресторан «Каре»
- № 18 — учебный центр профсоюзов, гостиница «Профсоюзная»
- № 20 — бассейн «Динамо»
- № 28А — школа № 40
- Памятник Ивану Пастухову
- № 38 — 3-й учебный корпус УдГУ
- № 46 — супермаркет «Пятёрочка»
- № 52 — общежитие УдГУ № 5
- № 54 — спортивный комплекс «Арена»

## Транспорт
Маршруты городского общественного транспорта по Красногеройской улице не проходят. На участке от Удмуртской улицы до Пушкинской организовано одностороннее движение автотранспорта.
Ближайший общественный транспорт:
- к началу улицы — трамвай № 1, 2, 4, 9, 10 (ост. Свято-Михайловский собор)
- к середине улицы
  - троллейбусы № 1, 4, 7, автобусы № 19, 26, 28, 39, 281 (ост. Стадион Динамо)
  - троллейбусы № 2, 14, автобусы № 12, 22, 27, 79, 308, маршрутные такси № 50, 53, 68 (ост. Удмуртский государственный университет)
- к концу улицы — трамвай № 5, 8, 10, 11, 12 (ост. Речка Карлутка)